# كاديلاك سي تي إس 2012
لعب طراز CTS سيدان دوراً محورياً في إعادة إطلاق علامة كاديلاك، كصانع سيارات فاخرة متوسطة الحجم، وذلك منذ تقديمه لأول مرة عام 2002 كطراز 2003، حيث يعد الجيل الجديد من طراز CTS، والذي يقع على لائحة سيارات سيدان الفاخرة متوسطة الحجم، أحد أهم طرازات هذه الفئة، وتحديداً بالنسبة للصانعين الأمريكيين.
خضع الجيل الجديد كلياً من كاديلاك CTS 2012 سيدان للعديد من التغيرات والتعديلات سواء على الشكل الخارجي أو الداخلي، أو على أنظمة الأداء، تميّز الشكل الخارجي للجيل الجديد بمقدمة أنيقة وفخمة يبرزها غطاء المحرك ذو الخطوط المنسابة إلى الأضواء الأمامية عالية الأداء والمزود بنظام الإنارة الأمامية المتكيفة، والشبك المعروف في كاديلاك المزين بخطوط الكروم، والذي يتصل بالصادم الذي يحتوي على اضواء الضباب مستطيلة الشكل.
أما من الجانب، فزودت كاديلاك CTS سيدان بمرايا خارجية قابلة للتعديل كهربائياً، مع نظام تدفئة قياسي في جميع الفئات،  كما تمتد الخطوط  التصميمية الجانبية على الأبواب إلى آخر السيارة، حيث يتضمن تصميم CTS  الخلفي الانيق أضواء رفيعة بتصميم كاديلاك التقليدي، وغطاء صندوق أمتعة صغير يحتوي على ضوء توقف مدمج، وصادم خلفي مرتفع يحتوي على مخرجي عادم مزدوجين على جانبيه. وتقف CTS سيدان على إطارات قياس 18 انش رياضية الشكل.
تُبرز المقصورة الداخلية في كاديلاك CTS 2012 مستويات غير مسبوقة من الدقة التقنية والفخامة، عبر تفاصيل حرفية متقنة مع لمسات من الكروم اللماع، حيث تتمتع مقصورة CTS سيدان بلوحة عدادات بارزة إلى الأمام سهلة القراءة، وعجلة قيادة متعددة الوظائف مزينة بالخشب والجلد، تحتوي على العديد من الأزرار التي تمكنك من التحكم بالهاتف و نظام الملاحة ومثبت السرعة.
كما وزودت كاديلاك CTS سيدان بمقاعد واسعة ومريحة يمكن تعديلها كهربائيا، للسائق والراكب الأمامي بـ14 وضعية، مع إمكانية طلب مقاعد ريكارو الرياضية اختيارياً، وتحتفي CTS الجديدة بكونسول وسطي يحتوي على العديد من أزرار التحكم بوظائف السيارة، كالراديو والنظام الصوتي ونظام الملاحة، ومشغّل أقراص CD ودي في دي وملفات إم بي 3 مدعم بقرص صلب سعة 40 جيجابايت، ويحتوي الكونسول الوسطي أيضا على توصيلات بلوتوث، ومدخلين واحد لأجهزة آي بود وأيفون وأي باد وآخر يو إس بي، كما وجهزت CTS كوبيه بنظام Bose الصوتي الشهير المكون من 10 سماعات يوفر تجربة سماعية فريدة من نوعها.
تتوافر السيارة بخيارين من المحركات؛ الأول سعة 3.0 لتر تتواجد تفاصيله في الأسفل، الثاني سعة 3.6 لتر يولد قوة 304 حصان لتتسارع السيارة من 0 إلى 100 كم/س في 6.7 ثانية وتبلغ سرعتها القصوى 249 كم/س.

## وصلات خارجية
- تقرير كاديلاك CTS